# Association britannique d'espéranto
L'Association Britannique d'Espéranto (en espéranto : Esperanto-Asocio de Britio ; en anglais : Esperanto Association of Britain) ou EAB est la plus grande association d'espéranto au Royaume-Uni. Elle fut fondée en 1976 en tant qu'association caritative.
Depuis 2001, le siège de l'EAB se trouve dans le village de Barlaston, à quelques kilomètres au sud de la ville de Stoke-on-Trent, au sud-ouest de l'Angleterre. Elle entretient des relations avec le Wedgewood Memorial College, dont elle se sert pour donner des cours ou organiser des réunions.

## Personnalités liées
- Edith Alleyne Sinnotte (1871-1947), écrivaine australienne d'origine britannique. Elle est membre de l'Association britannique d'espéranto et présidente de la branche Mont Albert de la Société d'espéranto[1].